# Gustav Weil

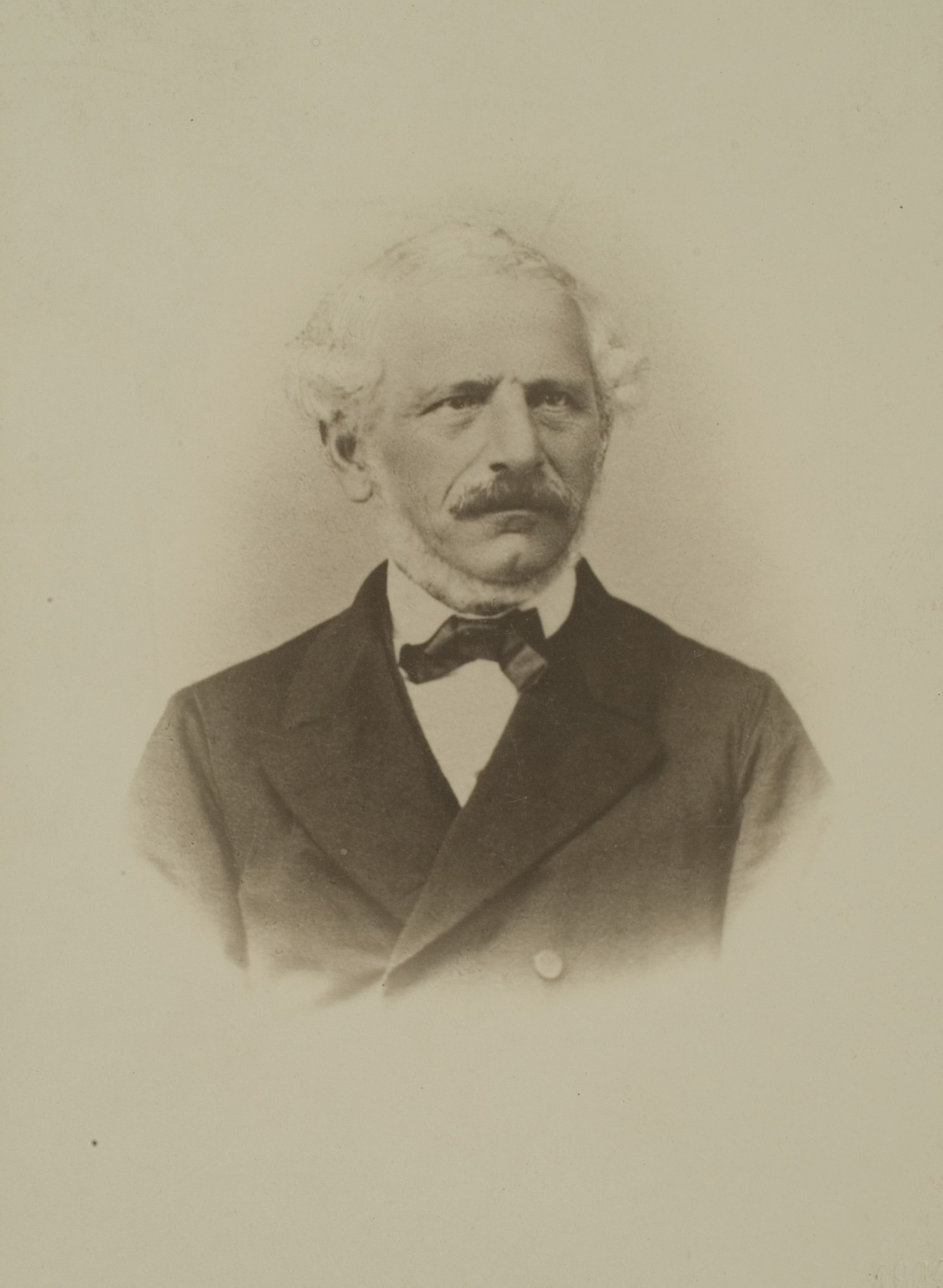
Gustav Weil

Gustav Weil (Sulzburg, 25 aprile 1808 – Friburgo in Brisgovia, 29 agosto 1889) è stato un orientalista, arabista e filologo tedesco.

## Primi studi e viaggi
Di cultura ebraica, Weil era destinato al rabbinato, e studiò quindi ebraico, oltre al tedesco e al francese. Ricevette anche un'istruzione in latino da un ministro di culto della sua stessa città. All'età di 12 anni si recò a Metz, dove suo nonno era Rabbino, per studiare il Talmud. Nei confronti di quest'ultimo studio espresse tuttavia assai poco interesse, tanto che abbandonò il suo intento originale di entrare nella carriera di Teologia. 
Nel 1828 entrò invece nell'Università di Heidelberg, dedicandosi allo studio della filologia e della storia; allo stesso tempo studiò arabo sotto la guida di Friedrich Wilhelm Carl Umbreit. Sebbene fosse senza mezzi economici, nondimeno andò a studiare sotto la guida di Antoine-Isaac Silvestre de Sacy a Parigi nel 1830, seguendo poi la spedizione militare francese ad Algeri, in veste di corrispondente da quella città maghrebina per la rivista H'amburger Allgemeine Zeitung. Lasciò questo incarico nel gennaio del 1831 per dirigersi al Cairo, dove fu nominato insegnante di francese presso la Scuola Medica Egiziana di Abū Zabel. Sfruttò quest'occasione per studiare arabo coi filologi Muhammad Ayyad al-Tantawi e Aḥmad al-Tunsi. In questa città studiò anche neo-persiano e turco (il cosiddetto "tripode islamico") e, salvo per una breve parentesi che lo portò in visita in Europa, egli rimase in Egitto fino al marzo del 1835.
Weil tornò nel vecchio Continente passando per Costantinopoli, in cui rimase per qualche tempo, seguendo corsi di lingua turca. In Germania chiese l'autorizzazione a tenere corsi in veste di libero docente ( Privatdozent ) nell'Università di Heidelberg, ottenendola però con grande difficoltà. Weil aveva infatti attaccato Joseph von Hammer-Purgstall per la sua traduzione del lavoro di Zamakhshari intitolato "Collane d'oro" (Stoccarda, 1836), e la Facoltà di Heidelberg, non essendo in grado di giudicare in materia, esitò a nominarlo a causa della grande reputazione di cui godeva Hammer-Purgstall. La raccomandazione di De Sacy gli aprì infine la via all'autorizzazione, che tuttavia rimase non sfruttata. Weil si guadagnò infatti la vita come aiuto-bibliotecario e fu nominato Bibliotecario nel 1838: posizione che mantenne fino al 1861, anno in cui divenne professore.

## Lavori accademici
A Stuttgart Weil pubblicò nel 1837 "Die Poetische Literatur der Araber", e più tardi una traduzione delle "Mille e una notte", la prima traduzione completa in tedesco del capolavoro favolistico arabo-islamico (4 voll., 1837–41; 2ª ed. 1866; 4ª ed. 1871-72), che fu tuttavia abbreviata nel corso dell'iter di pubblicazione. L'intento di Weil era quello di fornire una versione filologicamente esatta, ma l'editore di Stoccarda autorizzò August Lewald a operare cambiamenti e amputazioni in vari passaggi di non trascurabile importanza, rendendola così più fruibile dal grande pubblico, in buona parte tutt'altro che in grado di apprezzare a dovere le sue complessità stilistiche e contenutistiche. 

Tale aberrante intervento, per nulla rispettoso dell'opera, causò a Weil non poca frustrazione.
Il secondo grande lavoro di Weil fu "Mohammed, der Prophet" (Stuttgart, 1843), sulla vita di Maometto, per la compilazione del quale egli ebbe il grande merito di essere stato il primo ad attingere direttamente alle fonti più antiche presenti in Europa. Non era nella sua indole, tuttavia, tentare di ricostruire il quadro psicologico del Profeta (cosa invece fatta più tardi da Aloys Sprenger e William Muir). Washington Irving, nella sua "Life of Mohammed" usò il lavoro di Weil come fonte d'informazione e riconobbe correttamente questo suo debito contratto con lo studioso tedesco.
Mentre proseguiva i suoi studi e le sue ricerche, Weil pubblicò la sua "Historisch-Kritische Einleitung in den Koran" (Bielefeld e Lipsia, 1844 e 1878), come supplemento alla traduzione del Corano curata da Ullman, e la traduzione della più antica fonte originale della biografia di Maometto, "Leben Mohammed's nach Muhammed ibn Isḥaḳ, Bearbeitet von Abd el-Malik ibn Hischâm" (Stuttgart, 2 voll., 1864). Tre ulteriori saggi devono essere ricordati: uno sulla pretesa epilessia di Maometto su cui ha a lungo discettato l'orientalistica più anti-islamica (su Journal Asiatique, luglio 1842); il secondo, intitolato "Supposed Lie of Mohammed" (ibidem, maggio 1849); e l'ultimo sulla questione del preteso analfabetismo di Maometto (su: "Proceedings of the Congress of Orientalists at Florence", i. 357). A essi devono essere aggiunte le "Biblische Legenden der Mohammedaner" (Frankfurt a. M., 1845), in cui Weil prova l'influenza delle leggende rabbiniche sulla religione dell'Islam.
Il più completo lavoro di Weil fu forse rappresentato dalla "Geschichte der Chalifen" (5 voll., Heidelberg e Stuttgart, 1846–51), che è virtualmente un'elaborazione dei lavori originali degli storici musulmani, che egli aveva in gran parte studiato sui manoscritti originali. In tale Storia egli si occupò anche dei califfati di al-Andalus e di quello fatimide (correttamente definibile "Imamato"). A esso seguì la "Geschichte der Islamischen Völker von Mohammed bis zur Zeit des Sultans Selim" (Stuttgart, 1866), un'introduzione alla storia cosiddetta medievale dell'Oriente musulmano. 
Dopo il 1866 Weil limitò la sua attività letteraria alla pubblicazione di articoli sulle riviste scientifiche "Heidelberger Jahrbücher" e "Jenaische Litteratur-Zeitung". Negli ultimi anni ricevette vari onorificenze da numerosi Stati, incluso il Baden e la Prussia. A causa delle sue precarie condizioni di salute fisica, si pensionò nel 1888.
La collezione di manoscritti arabi di Weil è stata donata dai suoi figli all'Università di Heidelberg.